# Youth for Understanding
55°20′57.68″N 10°10′53.69″Ø / 55.3493556°N 10.1815806°Ø
Youth for Understanding (YFU) er en international udvekslingsorganisation. Den blev startet af bl.a. Rachel Andresen i 1951, som følge af 2. verdenskrig. Organisationen, som er non-profit og ikke er tilsluttet politiske eller religiøse bevægelser, startede med at hjælpe unge tyskere til USA, hvor de skulle være udvekslingsstuderende i et år.

## Youth for Understanding – Danmark
Youth for Understanding – Danmark blev stiftet i 1961 og er i dag en landsdækkende forening med et hus i Tommerup Stationsby på Fyn.
YFU-Danmarks sekretariat består per dags dato af to fuldtidsansatte og to deltidsansatte.
Foreningen udveksler et svingende antal studenter, og umiddelbart efter coronakrisen har YFU-Danmark sendt 21 studenter afsted til udlandet, og modtaget 19 studenter fra udlandet.
Foreningen er delt op i seks regioner der flugter med de danske sygehus regioner. Dog er Syddanmark delt op i Sydjylland og Fyn.
Regionerne afholder regionsaktiviteter som dækker over en bred kam. Dette er aktiviteter for de indgående studenter, de udgående studenter samt de frivillige i regionen. 
Udover regionerne så udføres der også frivilligt arbejde i forskellige udvalg som består af frivillige. Disse udvalg varierer meget i deres formål og kan både have en meget praktisk orientering, men også en meget overordnet strategisk orientering. 
Ifølge de årlige evalueringer, som Styrelsen for Universiteter og Internationalisering tidligere har foretaget blandt tidligere udvekslingsstudenter, så er YFU-Danmark blandt de bedste udvekslingsorganisationer.

## Links
- Youth for Understanding
- Youth for Understanding – Danmark